# Arthrotus freyi
Arthrotus freyi es un coleóptero de la familia Chrysomelidae. Fue descrita científicamente por primera vez en 1963 por Gressitt & Kimoto.